# Michael (película de 2026)
Michael es una próxima película biográfica de drama musical estadounidense sobre el cantante y bailarín Michael Jackson. Dirigida por Antoine Fuqua, escrita por John Logan y producida por Graham King, estará protagonizada por el sobrino de Jackson, Jaafar Jackson, siendo este su debut cinematográfico, junto a Colman Domingo, Nia Long, Chris Hardy, Brad Austin, Jennie Mónica, Jonathan y Andrew Chase (que también se desempeñan como productores), Spencer Johnson y Miles Teller. Michael está programada para ser estrenada por Lionsgate en los Estados Unidos el 24 de abril del 2026 y por Universal Pictures a nivel internacional. 

## Trama
La película sigue la vida y carrera de Michael Jackson, desde sus inicios en la música hasta su muerte semanas antes de su última gira.

## Reparto
- Jaafar Jackson como Michael Jackson
  - Juliano Krue Valdi como el joven Michael Jackson
- Colman Domingo como Joe Jackson
- Nia Long como Katherine Jackson
- Miles Teller como John Branca
- Jessica Sula como La Toya Jackson
- Kat Graham como Diana Ross
- Larenz Tate como Berry Gordy
- Kendrick Sampson como Quincy Jones
- Laura Harrier como Suzzane de Passe

## Producción

### Desarrollo
En noviembre de 2019, se anunció que Graham King había obtenido  los derechos para producir una película sobre Michael Jackson y John Logan escribiría el guion. En febrero de 2022, Lionsgate adquirió los derechos de distribución. El casting comenzó en junio, con Kimberly Hardin como directora de casting. La producción comenzaría en 2023.  En enero de 2023, Antoine Fuqua fue anunciado como director  y se anunció que el sobrino de Jackson, Jaafar Jackson, interpretaría a su tío. En enero de 2024, el recién llegado Juliano Krue Valdi fue elegido como Michael Jackson de joven, así como Colman Domingo como Joe Jackson, el padre de Michael y Nia Long como Katherine Jackson, la madre de Michael. Ese mes, se informó que Miles Teller estaba en conversaciones para interpretar a uno de los abogados de Jackson. En febrero, se confirmó que Miles Teller interpretaría a John Branca.
Durante la CinemaCon de Lionsgate se presentó un pequeño avance de la película.

### Rodaje
La fotografía principal estaba programada para comenzar a mediados de 2023 durante 80 días en Santa Bárbara y se proyectaba que gastaría 120 millones de dólares en salarios del equipo y proveedores, según la Comisión de Cine de California. El rodaje se retrasó en septiembre de 2023 debido a la huelga SAG-AFTRA de 2023. La filmación finalmente comenzó el 22 de enero de 2024, con Dion Beebe como director de fotografía. Barbara Ling como diseñadora de producción y Marci Rodgers como diseñadora de vestuario. La película contaría con un presupuesto de $155 millones de USD siendo la película biográfica más cara de la historia  Durante los siguientes meses comenzaron a publicarse varias imágenes oficiales de Jaafar Jackson interpretando a Michael en la película. La filmación finalizó el 30 de mayo de 2024, como se pudo ver en las redes sociales de GK Films.

## Estreno
Michael originalmente estaba programado para estrenarse por Lionsgate en los Estados Unidos el 3 de octubre de 2025.Sin embargo, debido a múltiples problemas con la producción, se retrasó hasta el 24 de abril de 2026 
Será distribuida internacionalmente por Universal Pictures, excepto en Japón.